# Невский, Александр Александрович
Алекса́ндр Алекса́ндрович Не́вский (при рождении Ку́рицын; род. 17 июля 1971, Москва) — российский и американский киноактёр, кинорежиссёр, сценарист, продюсер, писатель, культурист, общественный деятель.
Ни разу не будучи участником официальных соревнований по бодибилдингу, Невский стал широко известен в 1990-е годы благодаря регулярному появлению в программах разных российских телеканалов. В некоторых случаях он был представлен как обладатель титула «Мистер мира-95», который не имел отношения ни к одному из официальных соревнований международных организаций бодибилдинга NABBA и IFBB. Заявления Невского вызвали возмущение известных российских бодибилдеров — призёров и победителей международных турниров NABBA и IFBB. В 2010 году Невский сенсационно заявил, что выиграл конкурс «Мистер Вселенная» по версии федерации NABBA, однако последующее расследование позволило установить, что выигранный Невским конкурс проводился не NABBA, а малоизвестной ассоциацией WBBF.
В дальнейшем Невский снялся в нескольких фильмах компании Czar Pictures, которые, несмотря на присутствие голливудских звёзд прошлых лет, подверглись разгромной критике за примитивность сюжета и съёмок. На фоне своей неоднозначной славы Невский обрёл ироничное прозвище «русский Арнольд Шварценеггер» за чрезмерную склонность подражать своему кумиру.

## Ранние годы
Многие факты биографии Невского являются достаточно спорными. Согласно официальным данным, Александр родился 17 июля 1971 года. Его отец — Александр Николаевич Курицын, мастер спорта по баскетболу, преподавал экономику в МГИМО. Сам Александр является младшим ребёнком в семье. Мать — Евгения Яновна Курицына (в девичестве Вескер), инженер-приборостроитель по образованию.
В интервью «Сага о победителе» в журнале «Плоть и кровь» 1997 года (номер 2) Александр утверждал, что в детстве увлекался чтением художественной литературы и посещал музыкальную школу. Он вынужден был таскать виолончель, однако прекратил посещать уроки после того, как уронил футляр и разбил инструмент. С четвёртого класса занимался баскетболом (тренер — Владимир Васильевич Шутов), однако вскоре ушёл из секции, поскольку не обладал достаточными физическими данными для игры. Вплоть до восьмого класса отличался слабым физическим телосложением при высоком росте и относительно малом весе, подвергался постоянной критике и обструкции со стороны учителя физкультуры. В 1984 или 1985 году, по собственным словам, ввязался впервые в жизни в драку и был избит хулиганами. Невский сообщает, что в 15 лет у него был рост 194 см, бицепс 26 см и масса 60 кг. Врачами был поставлен диагноз «искривление позвоночника». Согласно интервью газете «Аргументы и факты» за 15 июня 1994 года, до 8-го класса школы Невский даже не помышлял, чтобы «ударить человека».
По собственному признанию, с февраля 1986 года Невский занимался боксом и кикбоксингом в секции при Академии управления, первый тренер — Владимир Владимирович Латышко. Позже перешёл к «оздоровительному бодибилдингу» и с 1989 года посещал культуристический зал в Лужниках. В 1990 году посетил соревнование культуристов «Любер-90».
Согласно материалам одного из выпусков журнала «Спортивная жизнь России» за 1995 год, Невский не участвовал ни в одном из профессиональных культуристических соревнований, за исключением соревнования среди вузов по силовому троеборью. На тренировке, с его же слов, он выдавал следующие результаты: жим лёжа — 190 кг, приседание — 230 кг, становая тяга — 310 кг; подготовку проходил у Евгения Никитского. Согласно интервью программе «Железный фактор» (НТВ Плюс) за 1999 год, в 1992 году масса Александра составляла более 120 кг, а бицепс достигал почти 53 см. Согласно газете «Аргументы и факты», с 1989 по 1994 годы в ходе тренировок его объём бицепсов вырос с 29 до 56 см.
За 10 лет тренировок он получил следующие показатели: рост 198 см, масса 140 кг, бицепс 57,5 см. Критики связывают это с употреблением анаболических стероидов, хотя исчерпывающих комментариев от Невского получить не удавалось. Сам Невский утверждал, что до 20 лет ничего не слышал о стероидах, а в 1992 году, пытаясь набрать форму, впервые попробовал метандрестенолон и понял, что это «не очень сильно помогает».

## Медиа-карьера
Как минимум с 1994 года, согласно газете «Аргументы и факты», Александр Невский стал сниматься в разных рекламных роликах и писать статьи по культуризму, чтобы зарабатывать деньги. По собственному утверждению, он не хотел делать карьеру в криминальных структурах, хотя многие из его знакомых «вращались в преступной среде». В одном из номеров газеты «Московский комсомолец» за 1993 год утверждалось, что Невский якобы претендовал на то, чтобы стать победителем конкурса «Мистер Вселенная», который прежде выигрывал Арнольд Шварценеггер, а в 1994 году в интервью «Аргументам и фактам» Невский прямо сказал, что хочет попасть в Голливуд и заодно выиграть конкурс «Мистер Вселенная». В выпуске программы «Железный фактор» за 1999 год, посвящённой разбору деятельности Невского, утверждалось, что Невский активно рекламировал в своих книгах суперпротамин «Мистер Вселенная», фактически используя название конкурса в рекламных целях.
В 1995 году в интервью журналу «Спортивная жизнь России» и разговоре с президентом Атлетического союза NABBA России Владимиром Шубовым Невский открыто назвал себя «самым популярным культуристом в России», но признался, что никогда не выступал на профессиональных соревнованиях и не готов физически к профессиональным выступлениям, поскольку постоянно «сыплется». Он заявил, что мечтал сделать кинокарьеру или какой-либо бизнес на культуризме: с его слов, по состоянию на 1995 год он посещал студию Олега Табакова, осваивая актёрское мастерство, и даже готовился к съёмкам в одном из будущих фильмов Ролана Быкова. В 1999 году в интервью программе «Железный фактор» телеканала НТВ Плюс Невский объяснил своё неучастие в каких-либо соревнованиях тем, что изначально рассчитывал за счёт участия в соревнований пробиться в Голливуд и попасть в кинематограф. С его слов, в 1992 году, изучив подготовку культуристов к соревнованиям, он наотрез отказался от соревновательного бодибилдинга, посчитав, что это «не приведёт его в Голливуд».
По словам Александра, в 1998 году в Москву приехала группа продюсеров, искавших потенциальных талантов, и Невский принял их приглашение отправиться в Америку и сняться в кино, переехав в сентябре 1999 года из Москвы в Лос-Анджелес. В течение некоторого времени Александр, оставаясь на связи с газетой «Комсомольская правда», даже отправлял ей свои фотографии с разными голливудскими знаменитостями. Однако вскоре выяснилось, что эти продюсеры были мошенниками, а предложенный ими контракт оказался «пустышкой», не имевшей никакой серьёзной юридической силы. Александр, с его слов, записался на платные курсы английского языка в Калифорнийском университете и платные курсы актёрского мастерства в одной из школ Ли Страсберга, а чтобы попытаться пройти хоть какие-либо кинопробы и «не выглядеть мордоворотом», даже сбросил 20 кг.
С конца 1990-х и по 2000-е годы Невский стал появляться на телевидении как автор и соведущий таких телевизионных программ, как «До 16 и старше», «Доброе утро» (ОРТ), «Акулы политпера», «Знак качества», «Назло рекордам», «Партийная зона» (ТВ-6) и «Доброе утро» (Россия-1). В 2009 году он вёл реалити-шоу «Русские теноры» (СТС).
В 2000 году Невский дебютировал в кино в фильме Эльдара Рязанова «Тихие омуты», в котором сыграл эпизодическую роль начальника охраны «нового русского» (Геннадия Хазанова). В 2002 году он сыграл роль одного из бунтующих заключённых в боевике Уолтера Хилла «Обсуждению не подлежит», а позже снялся в эпизоде в триллере «Красный змей». Основал «виртуальную киностудию» Hollywood Pictures и в период с 2003 по 2015 год спродюсировал, исполнил главные роли и выпустил в прокат 7 художественных фильмов через свою же собственную дистрибьюторскую компанию Czar Pictures, позже переименованную в Tsar Pictures. С 2004 года состоит в HFPA и каждый год голосует за фильмы, номинирующиеся на «Золотой глобус».

## Обвинения в дезинформации

### Титул «Мистер мира-1995»
В разных источниках Невский говорил, что участвовал в семинарах Чака Норриса и Жан-Клода Ван Дамма и выступал в соревнованиях по натуральному бодибилдингу; был призёром некоего чемпионата Москвы по бодибилдингу и выигрывал некий любительский конкурс «Mr. World» в Мюнхене в 1995 году (по другим данным, «любительский спортивный фестиваль»); был награждён Ассоциацией натурального бодибилдинга (INBA) за борьбу против стероидов и являлся судьей чемпионата мира по натуральному бодибилдингу «Natural Olympia» 1999 года INBA (в дальнейшем название федерации INBA не упоминалось в пресс-релизах). С его слов, в рамках конкурса Mr. World в Мюнхене проводились соревнования не только в плане позирования, но и по подъёму штанги. Однако консульский отдел посольства Германии в России не подтвердил даже факт въезда Невского в 1995 году на территорию Германии.
В связи с противоречивостью информации, излагаемой Невским о себе, предоставлением неполных данных о турнирах и федерациях-организаторах турнирах, а также претензиях на свою роль в популяризации бодибилдинга он подвергался жёсткой критике со стороны многих функционеров российского бодибилдинга, ведущих культуристов России и тренеров. Группа известных бодибилдеров и деятелей атлетической гимнастики (в том числе Сергей Шелестов и Владимир Дубинин) заявили, что никогда не слышали о спортсмене с таким именем. Хотя Невский в некоторых газетных статьях упоминал NABBA в качестве ассоциации, в соревнованиях которой участвовал, официальные представители IFBB, NABBA и WABBA заявили, что подобный человек не привлекался никогда к работе в каких-либо соревнованиях. На фоне этих споров с 1990-х в адрес Невского стали поступать обвинения в присвоении себе несуществующих титулов и дезинформации общественности.
В 1995 году президент Атлетического союза NABBA России Владимир Шубов выразил возмущение поступавшими сообщениями с цитатами Невского о его гипотетическом участии в конкурсе «Мистер Вселенная» при том, что сам Невский не выступал нигде на профессиональном уровне. Шубов уверял, что нему в руки попал некий документ, в котором Невский не только называл себя претендентом на участие в конкурсе, но и указывал Шубова в числе рекомендателей. В разговоре с Шубовым Александр заявил, что его собственная пресс-служба допустила ошибку. Председатель Федерации бодибилдинга и фитнеса России Александр Тимошенко в одном из интервью радиостанции Сити FM заявил, что Невский систематически с 1993 года «цинично использует в своих высказываниях откровенную ложь и откровенные аферы». В 2014 году тульский культурист Дмитрий Гурьянов, участвовавший в эстафете огня Зимних Паралимпийских игр 2014 года, заявил, что Невский обязан своей скандальной славой, прежде всего, своим обеспеченным родителям, и что он усердно работает «на публику» и мелькает в жёлтой прессе, хотя при этом не может быть «совсем уж ни на что не годным».

### Открытое письмо от декабря 2009 года
25 декабря 2009 года в Интернете было опубликовано открытое письмо от группы деятелей бодибилдинга (функционеров и спортсменов), которые выразили своё недовольство публичной деятельностью Невского. В письме утверждалось, что Невский не участвовал ни в одном соревновании по культуризму, которые проходили в России, и тем более не участвовал ни в одном признанном соревновании NABBA или IFBB; что он не имеет отношения к профессиональному культуризму, поэтому не имеет права считать себя лицом российского культуризма. Согласно подписавшим письмо культуристам, среди которых присутствовали чемпионы Европы и мира, все его достижения были выдуманы им самим, а пресса усугубила ситуацию, публикуя интервью Невского и не проверяя достоверность информации.
В письме также утверждалось, что аттестация Невского в телепередачах как советник Министерства культуры Российской Федерации по спорту была проверена референтом министра культуры О. В. Гришиной, которая подтвердила, что такой должности в министерстве не существует и такой человек никогда не привлекался ни в качестве штатного сотрудника, ни в рамках общественной работы. В том же письме прозвучал ряд негативных характеристик в его адрес, связанных и с его реакцией на смерть Владимира Турчинского — именно эта реакция стала поводом для составления открытого письма. Часть обвинений и публичных заявлений, упоминавшихся в письме, прозвучала ещё в 1999 году в эфире программы «Железный фактор».
6 января 2010 года Невский выступил с ответом на это открытое письмо, который был опубликован в ЖЖ-блоге Владимира Соловьёва (как и предыдущее письмо). В своём ответе он заявил, что никогда не приписывал себе титулы «Мистер Вселенная» или «Мистер Мир», возложив ответственность за дезинформацию на неквалифицированных журналистов: по его словам, начиная с первого интервью, данного в мае 1993 года, он никогда не упоминал о наличии у себя подобных титулов. Также он заявил, что действительно никогда не участвовал в соревнованиях NABBA, WABBA или IBBF, подчеркнув свою связь исключительно с INBA. Комментируя свою телевизионную аттестацию, Невский заявил, что является не советником Министерства культуры Российской Федерации по спорту, а экспертом по физическому воспитанию детей и молодёжи при Министерстве образования, причём за свою деятельность зарплату он не получал. Напомнив о занятиях «пропагандой бодибилдинга», а не соревновательной деятельностью, Невский публично обвинил авторов письма в «поливании его грязью» и даже увязал письмо со своей борьбой против стероидов, утверждая, что некоторые подписавшие его бодибилдеры были лишены титулов из-за применения ими запрещённых препаратов, а ещё один подписавший написал книгу о схемах приёма подобных препаратов.

### Скандал с титулом «Мистер Вселенная»
28 октября 2010 года Александр Невский сообщил журналу «7 дней», что был приглашён в качестве почётного гостя на соревнование «Мистер Вселенная», которое должно было состояться 29 октября в курортном словацком городе Брусно Купеле: журнал охарактеризовал заявленное соревнование как «60-й чемпионат по бодибилдингу „Мистер Вселенная“». Невский также сказал, что собирался представить свой авторский ремейк фильма «Качая железо» под названием «Mr. Universe». 30 октября агентство «РИА Новости» опубликовало сообщение, что Невский выиграл конкурс «Мистер Вселенная», проводимый федерацией бодибилдинга WBBF: на конкурсе Александр выступил с программой под названием «Геракл», в постановке которой участвовала танцовщица Оксана Сидоренко, выступавшая с ним в паре на телешоу «Танцы со звёздами». При этом агентство утверждало, что именно этот конкурс прежде выигрывали киноактёры Стив Ривз, Ральф Мёллер и Арнольд Шварценеггер. Позже это сообщение повторили и другие СМИ, в том числе газета «Московский комсомолец», в интервью которой Невский назвал победу на конкурсе «сбывшейся мечтой всей юности». Александр заявил, что его основным соперником был известный бодибилдер Дайо Ауди, хотя Ауди сообщал о себе, что закончил спортивную карьеру в 2008 году и занялся бизнесом.
Позже СМИ признали наличие грубой ошибки в публикациях, поскольку Невский в действительности одержал победу на конкурсе «Вселенная» (англ. Universe), проводимом другой организацией — Международной федерацией бодибилдинга (WBBF). Ни этот проводимый конкурс, ни сама федерация WBBF не имели никакого отношения к официальному конкурсу «Мистер Вселенная» по версии NABBA, победителем которого в своё время становился именно Арнольд Шварценеггер (в 2010 году победителями официального конкурса на самом деле стали словенец Миха Зупан в категории любителей и бразилец Чарльз Марио в категории профессионалов). Пиар-агентство Невского сообщило, что не сразу заметило грубую фактическую ошибку, но объяснило расхождение в информации тем, что конкурсов под названием Universe проводилось достаточно много разными федерациями и что WBBF якобы «отделились из NABBA». Однако президент Федерации бодибилдинга и фитнеса России Александр Тимошенко в интервью радиостанции Сити FM заявил, что федерация WBBF никакого отношения к NABBA никогда не имела. Согласно тому же протоколу WBBF, второе место после Невского действительно занял Дайо Ауди, однако последний в открытом письме обвинил WBBF в обмане и заявил, что из соревновательного бодибилдинга он ушёл в 2008 году, а на конкурс Universe был приглашён на исключительно гостевое позирование, специально сказав организаторам, что не собирается соревноваться. В свою очередь, WBBF заявила, что Ауди должен был понимать, что он участвует в соревновании, а его письмо было продиктовано обидой от полученного второго места.
В феврале 2011 года было опубликовано письмо ряда функционеров и чемпионов федерации WBBF-WFF в поддержку конкурса «Вселенная», на котором победил Невский, и в поддержку развития бодибилдинга. В дальнейшем Невский снова выигрывал конкурсы WBBF в Вене (1 ноября 2011 года) и в Словакии (12 октября 2012 года).

## Критика фильмов
Фильм 2010 года «Убийство в Вегасе» (режиссёр Стюарт Купер, Невский — продюсер), получил преимущественно негативные отзывы. На сайте Megacritic.ru в рецензии Экслера дана негативная оценка актёрской игре Невского, рейтинг фильма на Internet Movie Database — 2,6 из 10, а зрительская оценка на сайте КиноПоиск составляет 1,2 звезды из 10.
Фильм «Чёрная роза», выпущенный в 2014 году Александром Невским, также подвергся критике. Фильм оказался провальным как по кассовым сборам (менее $900 тысяч при бюджете $7 миллионов), так и по отзывам зрителей, критиков и блогеров. Глеб Шереметьев отметил плоские диалоги и ужасную игру Невского. Экслер дал ряд негативных оценок: в частности отметил плохой монтаж, неумелую игру Невского.
Фильм «Разборка в Маниле» (дебютная работа Марка Дакаскоса как режиссёра, Невский выступил в качестве продюсера), выпущенный в 2016 году, получил отрицательные оценки от кинокритиков. Лейла Хурамшина отметила: «Ни глубины, ни сюжета — просто нарезка из мало связанных между собой событий», а также хорошую игру Каспера Ван Дина (КГ-портал), «шлак, в котором позорятся участники боевичков столетней давности» (Алекс Экслер).
На рецензии сайта kinobusiness.com дана негативная оценка фильму. Также Алексей Литовченко негативно отозвался о фильме, сравнивая его с такими картинами, как «Комната» Томми Вайсо и «Цветок дьявола» Екатерины Гроховской.
Больше всего разгромной критики звучало в адрес Невского от обозревателя кинофильмов Евгения Баженова, причём Невский даже грозился подать в суд на Баженова.

## Общественная позиция
Согласно заявлению Александра Невского за 1999 год, он был членом Молодёжной парламентской ассамблеи при Государственной думе, в которой занимал должность председателя комитета ассамблеи по спорту и охране здоровья.
Выступил против вторжения России на Украину, выразил поддержку украинскому народу, назвал нынешнее руководство России «империей зла» и раскритиковал Стивена Сигала за поддержку войны.
В 2023 году поддержал забастовку SAG-AFTRA.

## Книги
Автор статей и книг по бодибилдингу и фитнесу:
- «Как стать Шварценеггером в России»[5] (1997)
- «Кикбоксер»[5] (1998)
- «Накачай свои руки»[5] (?)
- «Качалка для детей» (1998)
- «Все проблемные зоны: упражнения для женщин» (2000)
- «Большая энциклопедия фитнеса» (2006)[50]
- «Фитнес в Голливуде» (2007)
- «Идеальное тело для женщин» (2009)
- Александр Невский, Михаил Дьяконов. Энциклопедия фитнеса и физической культуры. В 3-х томах. — М.: СВР - Медиапроекты, 2011—2012. — ISBN 978-5-905667-03-9.

## Фильмография

### Актёрские работы
- 2000 — «Тихие омуты» — телохранитель Сергей Иванов
- 2002 — «Обсуждению не подлежит» (англ. Undisputed) — заключённый (в титрах не указан)
- 2003 — «Красный змей» (англ. Red Serpent) — Питер, напарник Альберта
- 2004 — «Московская жара» — Влад Степанов
- 2005 — «Время перемен» (англ. Time of Change) — Александр (короткометражный фильм)
- 2007 — «Форсаж да Винчи» (англ. Treasure Raiders) — «Волк»
- 2007 — «Где-то» (англ. Somewhere) — русский журналист
- 2010 — «Убийство в Вегасе» (англ. Magic Man) — детектив Юрий Орлов
- 2014 — «Чёрная роза» — Влад Казатов
- 2016 — «Разборка в Маниле» — Ник
- 2017 — «Максимальный удар» — Максим Кадурин
- 2021 — «Красные пророчества» (англ. Red Prophecies) — Питер Морган
- 2023 — «Нападение на Рио Браво» (англ. Gunfight at Rio Bravo) — Иван Турчанинов
- 2024 — «Затерянные в Рио Браво» (англ. Taken from Rio Bravo) — Иван Турчанинов
- 2025 — «Золото Рио Браво: Тайна шерифа Келли» (англ. Gold of Rio Bravo: Sheriff Kelly's Story) — Иван Турчанинов

### Режиссёрские работы
- 2014 — «Чёрная роза»

### Сценарные работы
- 2004 — «Московская жара»
- 2005 — «Время перемен»
- 2007 — «Охотники за сокровищами» / Treasure Raiders (рассказ)

### Продюсерские работы
- 2005 — «Время перемен» (исполнительный продюсер)
- 2007 — «Охотники за сокровищами» / Treasure Raiders
- 2010 — «Убийство в Вегасе»
- 2014 — «Чёрная роза»
- 2016 — «Разборка в Маниле»
- 2017 — «Максимальный удар»
- 2021 — «Красные пророчества»
- 2023 — «Нападение на Рио Браво»
- 2024 — «Затерянные в Рио Браво»
- 2025 — «Золото Рио Браво: Тайна шерифа Келли»

### Документальные фильмы
- 2006 — «Путешествие из Санта-Барбары в Москву» (City of the Future)

## Комментарии
1. ↑  В соответствии с биографией на официальном сайте.